# Petronella van Woensel
Petronella van Woensel (* 14. Mai 1785 in Raalte; † 12. Dezember 1840 in Den Haag) war eine niederländische Malerin.

## Leben und Werk

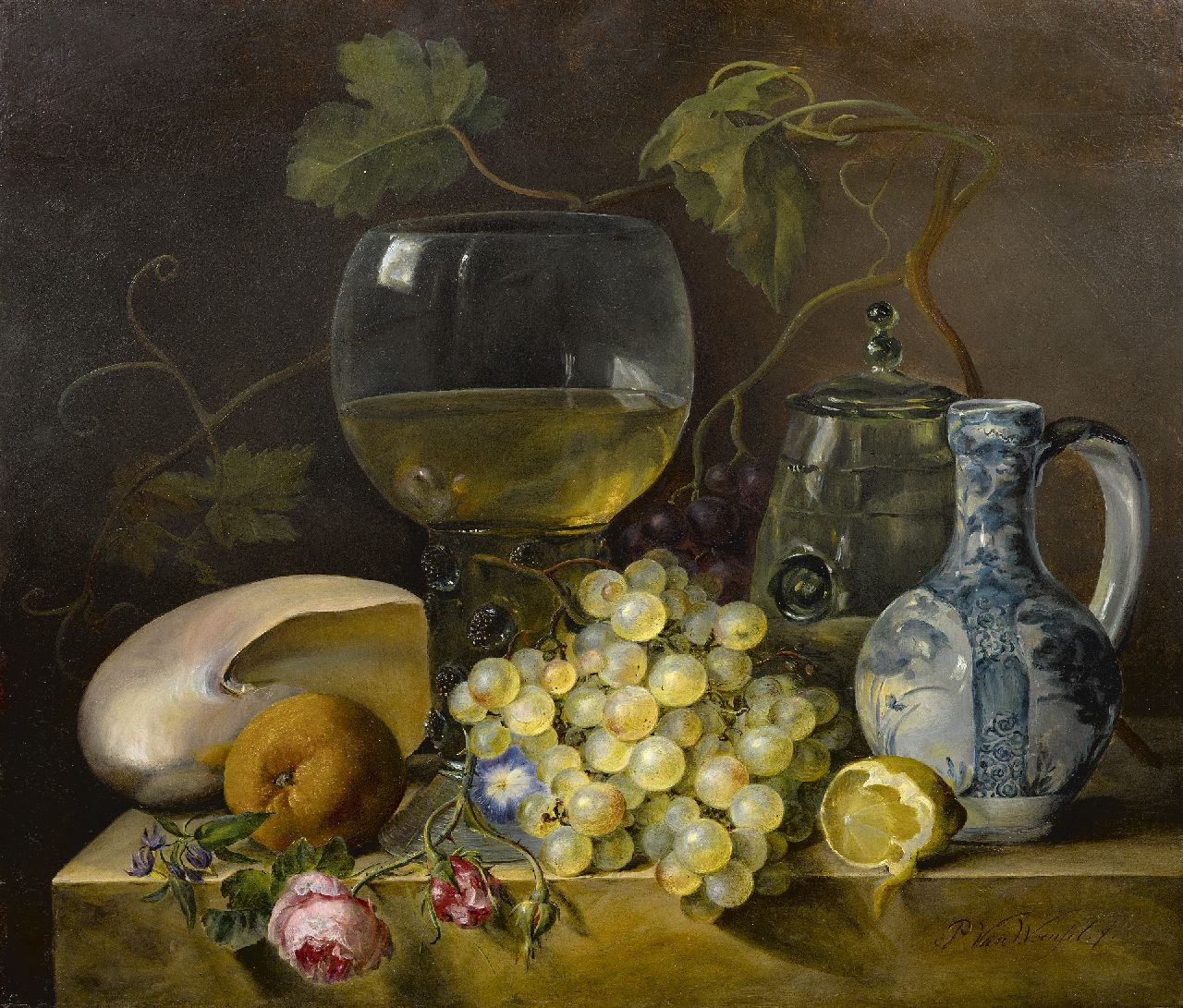
Stillleben

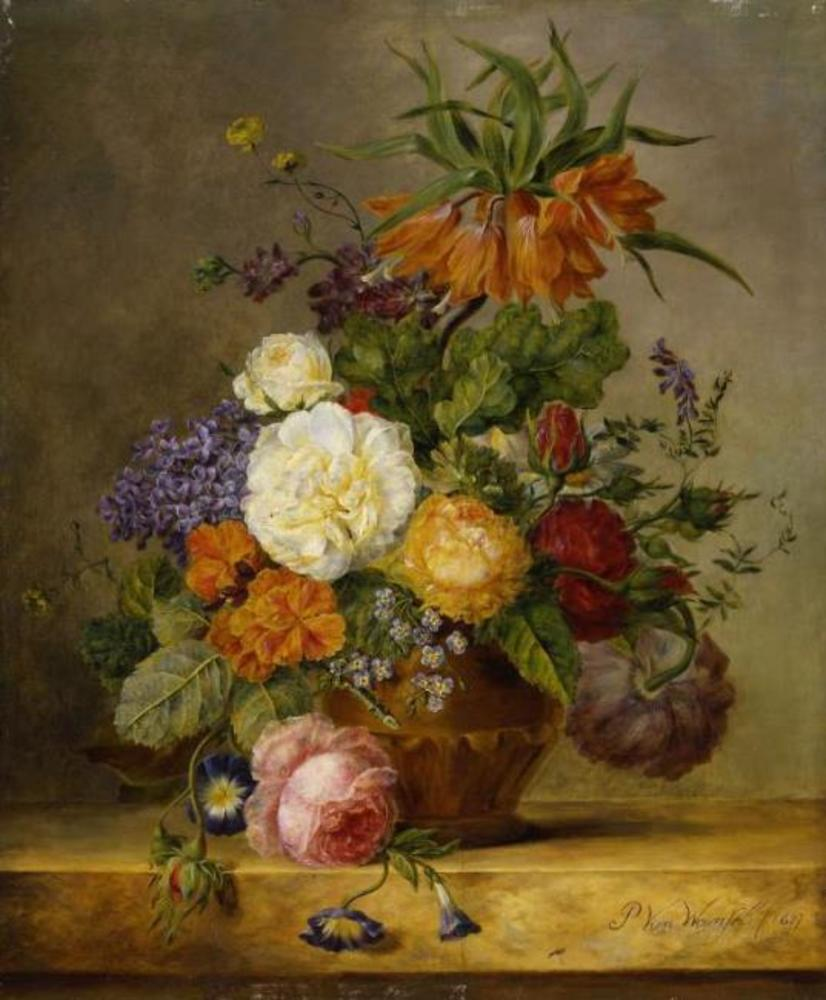
Stillleben, 1827

Petronella van Woensel wurde am 14. Mai 1785 in Raalte als ältestes von vier Kindern geboren. Sie war die Tochter des Konteradmirals Joan van Woensel (1740–1816) und Anna Helena Kaupe (1758–1791). Sie blieb unverheiratet.
Ihre Mutter, die aus einer wohlhabenden Familie stammte, starb, als Petronella van Woensel sechs Jahre alt war. Zunächst lebte sie in Raalte, vermutlich zog die Familie um 1795 nach Den Haag. Dort wurde sie vom Stilllebenmaler Jan van Os unterrichtet. Sie konzentrierte sich auf Malerei, Zeichnung und Lithografie von Stillleben mit Blumen, Früchten, Insekten und totem Wild, oft im Stil des Malers Jan van Huysum aus dem 18. Jahrhundert. Aber auch botanische Zeichnungen fertigte sie an. 1822 wurde Van Woensel zum Mitglied der Koninklijke Akademie van Beeldende Kunsten ernannt. In der Volkszählung von 1830 wird sie als „Malerin“ aufgeführt. Petronella van Woensel lebte meist in Den Haag, im Jahr 1822 kurzfristig in Brüssel und 1826 in Antwerpen.
Auf den Ausstellungen der Lebenden Meister (Tentoonstelling van Levende Meesters) stellte sie regelmäßig aus, 1828 auch in Antwerpen. In der Ausstellungsdokumentation der Lebenden Meister 1835 in Utrecht wird über eines ihrer Werke gesagt: „ein ausgezeichnetes Stück Obst“; „Gut gezeichnet und gestrichen, die Trauben saftig und transparent behandelt, das Ganze ist meisterhaft gearbeitet“. Van Woensel arbeitete hart an einem Netzwerk innerhalb der niederländischen Kunstwelt. 1830 verkaufte sie ein Stillleben für dreihundert Gulden an Prinzessin Marianne. Laut Van der Aa wurde sie sogar gebeten, der Prinzessin Malunterricht zu geben.
Am 12. Dezember 1840 starb Petronella van Woensel in den Armen einer ihrer besten Freundinnen, Maria Margaretha van Os, an einer Lungenentzündung. Sie war 55 Jahre alt und laut Sterbeurkunde „ohne Beruf“. In Nachrufen im Algemeene Konsten Letterbode und im De Beeldende Kunsten wurde sie als eine der „glücklichsten Praktizierenden der Blumen- und Früchtemalerei“ ihrer Zeit beschrieben.